# Fünf (Poznanski)
Fünf ist ein 2012 erschienener Kriminalthriller von Ursula Poznanski. Es handelt sich um den ersten Teil von Poznanskis Reihe um das Ermittlerduo Beatrice Kaspary und Florin Wenninger. 2013 erschien der Nachfolger Blinde Vögel; alle Bücher der Reihe wurden von Wunderlich verlegt.
Gegenstand der Handlung ist einerseits eine Serie von brutaler werdenden Morden und Entführungen, die vom Täter auf makabre Weise mit dem Thema Geocaching verbunden werden – z. B. sind Rätsel um die nächsten Hinweise gemeinsam mit abgetrennten Körperteilen in Caches versteckt –, andererseits die persönlichen Erfahrungen und Traumata, gegenwärtig wie vergangen, der Protagonistin Kaspary.

## Inhalt
Der Thriller erzählt mit personalem Erzähler aus Beatrice Kasparys Perspektive, allerdings in dritter Person. Bis auf eine Szene aus ihrer Vergangenheit (Evelyn) wird Präteritum verwendet. Insgesamt ist das Buch in einen Prolog und sieben weitere Teile gegliedert, die sich in ihrer Länge stark unterscheiden.

### N47°35.285 E013°17.278
Die Salzburger LKA-Ermittler Beatrice Kaspary und Florin Wenninger werden zu einer Kuhweide gerufen, auf der eine tote Frau liegt, offenbar von einer Klippe weiter oben gestoßen. Die Tote entpuppt sich als Nora Papenberg; auf ihren Fußsohlen – einer sehr schmerzempfindlichen Stelle – sind ebenjene Koordinaten eintätowiert, die den Titel des Romanteils ergeben. Sie wurde von ihrem Mann Konrad Papenberg schon fünf Tage vor ihrem Tod als vermisst gemeldet, was Beatrice und Florin merkwürdig vorkommt.
Als die Polizisten den Koordinaten folgen, entdecken sie nach einigem Suchen eine Box, die genau so aussieht und versteckt ist wie ein Geocache. Der Inhalt der Box ist weniger üblich: Neben zwei Zetteln mit Botschaften befindet sich in der Dose eine eingeschweißte, mit einer Säge abgetrennte Hand.
Auf dem ersten Zettel werden Außenstehende gebeten, die Dose zu ignorieren; der andere wurde, wie sich später herausstellt, von Nora Papenberg, dem ersten Opfer, verfasst. Inhalt ist ein Rätsel, das den nächsten gesuchten Zeugen indirekt beschreibt, ohne hilfreiche Hinweise für die Polizei zu nennen. Stattdessen lauten die Informationen, dass er Christoph heißt, vor fünf oder sechs Jahren in einem Salzburger Chor Schuberts Messe in As-Dur gesungen hat sowie blaue Augen und ein auffälliges Muttermal hat. Mithilfe des neuen Kollegen, Stefan Gerlach, der sich darüber hinaus mit dem Thema Geocaching auskennt, stoßen sie auf Christoph Beil, der auf die Beschreibungen zutrifft. Obwohl er aufgeweckt reagiert, als die Ermittler ihm ein Foto von Nora Papenberg zeigen, und Beatrice sich daher einer Verbindung sicher ist, behauptet er, sie nicht zu kennen.
Da der Täter - oder die Täterin (schließlich wurde das Rätsel in Papenbergs Handschrift verfasst) - Geocaches versteckt und sich mit dem in der Szene einschlägigen Kürzel TFTH (Thanks for the Hunt) für „die Jagd“ bedankt, wird er von der Polizei ab jetzt Owner genannt.
Darüber hinaus ergibt die Befragung von Papenbergs Arbeitsplatz keine Ergebnisse, außer, dass Papenberg bei einer Firmenfeier nach einem Anruf bestürzt wirkte und schnell nach Hause fahren wollte. Dafür können die Protagonisten mithilfe der Daten von Christoph Beil – in diesem Fall sein Geburtsjahr – die nächsten Koordinaten berechnen.

### N47°50.738 E013°15.547
Auch bei den nächsten Koordinaten befindet sich ein Cache, diesmal ist die linke Hand verpackt, und erneut enthält die Box eine Notiz von Nora Papenberg. Die Hinweise führen die Polizei deutlich schneller als beim ersten Mal zum nächsten Zeugen, Bernd Sigart, einem ehemaligen Tierarzt. Auch er gibt an, keine der beiden Personen zu erkennen, die bisher im Fall auftauchten.
Im Rätsel wird er vom Owner als Verlierer beschrieben, und seine Geschichte wird angerissen: Er war einige Jahre zuvor mit seiner Familie, Frau und drei Kinder, in einer Holzhütte im Wald im Urlaub, als er – damals noch praktizierender Tierarzt – zur Geburt eines Fohlens gerufen wurde. Während er weg war, fing der durch die Hitze staubtrockene Wald zu brennen an. Die Hütte, in der sich die Familie bis auf Sigart befand, brannte nieder und hinterließ keine Überlebenden. Obwohl Brandstiftung ausgeschlossen werden konnte, wurde festgestellt, dass die Haustür versperrt war. Wegen des Vorfalls – und nicht zuletzt, weil er sich selbst die Schuld gab – leidet Sigart bis heute an schwerer PTSD und besucht eine Therapie.
Aus dem Namen der Straße, in der er wohnt, finden die Ermittler die nächsten Koordinaten heraus.

### N47°48.022 E013°10.910
Erneut heben sie eine Transportbox, diesmal kleiner; sie enthält zwei Ohren. Diese wurden aber nicht wie die Hände mit einer Säge abgetrennt, sondern mutmaßlich mit einer Heckenschere, mindestens eines ante mortem.
Innerhalb der nächsten Tage stellt sich heraus, dass alle Körperteile derselben Person gehören, einem vermissten Lehrer namens Herbert Liebscher. Seine Frau Romana liefert Beatrice und Florin nur die Information, dass Liebscher tatsächlich Geocacher war. Durch Internetrecherche findet Beatrice heraus, dass er jahrelang diesem Hobby nachging, bevor er von einem auf den anderen Tag für anderthalb Jahre Pause machte, um dann allmählich wieder zu starten. Sie sucht sich durch Foren und LIebschers Vergangenheit, um herauszufinden, ob auch Beil oder Papenberg Cacher sind bzw. waren, doch die Angehörigen sowie Browser-Verläufe behaupten das Gegenteil. Stattdessen stößt sie auf den Account Shinigami, der mit Liebscher sieben Caches hob und keinen einzigen alleine. Offenbar handelt es sich hierbei um den Owner, allerdings wurde der Account stets von einem Hotelcomputer aus verwendet. Ein Mitarbeiter kann sich erinnern, an einen Mann mit Vollbart und Glatze.
Mit ähnlicher Vorsicht geht der Owner auch bei allen Tatorten und Fundstücken vor. Nirgendwo finden sich Fingerabdrücke außer die von den Opfern; Fußabdrücke oder Reifenspuren ergeben ebenfalls keinerlei Spuren. Nicht zuletzt schafft der Owner es sogar, Kontakt mit Beatrice persönlich aufzunehmen, indem er ihr immer wieder Textnachrichten sendet - vom Handy Papenbergs, immer wieder minutenweise eingeschaltet, jedes Mal an einer anderen Funkzelle.
Auch im Alltag kommt der Owner Beatrice beunruhigend nahe. Bereits im ersten Kapitel steckte unter Florins Scheibenwischer ein Zettel mit der Aufschrift TFTH, auf einer Heimfahrt scheint sie verfolgt zu werden und meint, einen roten Honda Civic zu identifizieren, das vermisste Auto, das Nora Papenberg gehörte. Auch deswegen gibt sie ihre Kinder, Mina und Jakob, zu ihrer Mutter in deren Gasthof, was ihr Exmann Achim, der bereits mehrmals im Buch nächtliche Anrufe oder aggressive Nachrichten abgab, ihr schwer zum Vorwurf macht. Ohne Kinder kommt es nun häufiger dazu, dass Beatrice bis tief in die Nacht arbeitet und sich in der Wohnung nicht mehr sicher fühlt.
Christoph Beil, der kurz nach dem letzten Cachefund verschwunden war – auch hier scheint ihn wieder ein Anruf aus der Verfassung gebracht und zu einem plötzlichen Aufbruch bewegt zu haben –, wird zudem tot aufgefunden. Er hat Fesselmale an Händen und Füßen – auch Papenberg war mit Kabelbindern gefesselt worden – sowie Würgemale am Hals, als wäre er zweimal gehängt worden, erst beim zweiten Mal erfolgreich.
Da Beil nur kurz nach ihrer Befragung verschwand, besuchen Beatrice und Florin erneut Sigart und bitten ihn, die Wohnung keinen Fremden zu öffnen, Polizeischutz anzunehmen und sich allgemein nicht in Gefahr zu begeben. Sigart, der in seinem Leben keinen Sinn mehr sieht, reagiert jedoch abweisend und akzeptiert weder den Schutz der Polizei noch überhaupt eine Verbindung zwischen ihm und dem Fall. Beatrice bittet ihn, sie dennoch bei Gefahr anzurufen.
Bei einer spätabendlichen Besprechung in der Wache ist es dann auch soweit: Beatrice’ Handy klingelt und sie bekommt scheinbar einen Überfall auf Sigart mit, der vor Schmerzen schreit und die Polizei durchs Telefon anfleht, ihm doch zu helfen. Sofort machen sie sich auf den Weg, kommen jedoch zu spät: Im Flur und der Wohnung befinden sich Blutspuren und Spritzer; anhand der schieren Menge an Blut wird angenommen, dass Sigarts Halsschlagader angeschnitten wurde, und ihm geringe Überlebenschancen attestiert. Von ihm fehlt jedoch jede Spur; stattdessen finden sie im Wohnzimmer sein Handy und – abgetrennt – mehrere seiner Finger.
Für Beatrice wird der Fall immer persönlicher, nicht nur weil er sich als so schwierig herausstellt (das nächste Rätsel können die Polizisten kaum lösen, auch wenn sie sich wegen Beil und Sigart dazu entschließen, etwaige Zeugen vorerst nicht mehr zu befragen), sondern auch, da der Owner offenbar intime Informationen über ein zwölf Jahre altes Trauma von Beatrice hat: Allmählich erfährt man, dass während ihres Psychologie-Studiums ihre gute Freundin Evelyn R. vergewaltigt und ermordet wurde, was Beatrice zum Abbruch des Studiums und Anfangen bei der Mordkommission bewegt hat. Durch Anspielungen in Textnachrichten und die Blumen, die Evelyn bei ihrer Beerdigung aufs Grab gelegt wurden, spuken Beatrice die Bilder nun abermals durch den Kopf.
Daher antwortet sie dem Owner erstmals und fragt im sich anbahnenden Gespräch nach Sigarts Gesundheitszustand, als Antwort erhält sie, dass er noch lebe. Doch weder der forensische Psychologe, der hinzugezogen wurde, noch Gerichtsmediziner Vogt und Kriminaltechniker Drasche schenken dieser Aussage viel Glauben. Beatrice’ Stimmung verschlechtert sich weiter, bevor sie dem Rätsel um Stage 4, also den nächsten Zeugen und damit die nächste Box, näherkommen. Der Owner nimmt die Sache – vermutlich aus Ungeduld – nun selbst in die Hand und schickt ihr per SMS explizite Koordinaten. Trotz umfangreicher Suche ist dort jedoch nichts zu finden.

### N47°26.210', E013°12.543'
An dieser Stelle liegt stattdessen am selben Abend erst eine übel zugerichtete Leiche. Auch hier sind Fesselspuren von Kabelbinder an Armen und Beinen, aber tiefer als bei Beil. Beatrice und Florin fällt es schwer, zu glauben, aber dieses männliche Opfer wurde bisher am schlimmsten gefoltert: Noch am Leben, wurde in sein Auge 40-prozentige Flusssäure getropft, was die gesamte Höhle verätzte; auch das Lid, das versuchte, den Augapfel zu schützen, ist aufgelöst. Schwächer konzentrierte Säure musste das Opfer offensichtlich auch trinken, was den Ermittlern die Todesursache liefert - eine Sepsis; die inneren Verletzungen brauchten vermutlich dennoch zwei bis drei Tage, um den Tod herbeizuführen.
Mittels seiner Ehefrau Graciella stellt sich der Tote als Rudolf Estermann heraus, der auf Dienstreise war und sich für gewöhnlich nicht bei seiner Gattin meldet. Daher hatte sie ihn nicht vermisst gemeldet. Seine Eckdaten passen auch auf das Rätsel, was Beatrice rechtzeitig zu lösen hoffte: Er verkauft Dinge, die niemand braucht (Abnehmpräparate mit zweifelhafter Wirkung), hat zwei Söhne, von denen einer Felix heißt. Graciella erzählt, dass Estermann kein guter Mann gewesen sei und sie häufig betrogen, manchmal auch geschlagen habe. Mittlerweile berühre er sie oder die Kinder überhaupt nicht mehr. Auch darüber hinaus hatte er wohl hohes Aggressionspotential und war im Alltag nicht nur streit- und gewaltbereit, sondern setzte seine Aggressionen auch in Taten um.
Während der forensische Psychologe und Beatrice sich darin einig sind, dass der Owner bald persönlichen Kontakt mit ihr suchen wird, kann die Polizei aus Estermanns Geburtsort doch noch neue Koordinaten herausfinden und gelangen so zu Stage 4.

### N47°54.067 E13°09.205
Nahe einem See finden die Ermittler zunächst nichts. Beatrice besinnt sich auf ihre Recherchen aus der Geocaching-Szene und denkt an das Kürzel JAFT, Just Another Fucking Tree, in dem auf Baumcaches hingewiesen wird. Beim Blick nach oben können sie auch die nächste, recht große Box bergen. Neben den üblichen Briefen – diesmal geht es im Rätsel um Stage 5, bei dem Beatrice bereits ahnt, dass es sich um die letzte handeln könnte – befindet sich jetzt der abgetrennte Kopf von Herbert Liebscher darin, aufgequollen und durch die Verwesungsgase und Verpackung verformt.
Bei der nächsten Entschlüsselung von Koordinaten geht es dem Owner um eine Zerrissene, die begabt in Flöte und Komposition ist. Letztlich stößt Beatrice nach einigen Gesprächen recht schnell auf Melanie Dalamasso, die 1985 geboren ist und zwar im Mozarteum unterrichtet wurde, aber vor fünf Jahren einen Zusammenbruch hatte und psychisch seitdem schwer angeschlagen ist. Sie lebt in einer psychiatrischen Klinik, die Beatrice von nun an dauerhaft bewachen lässt. Aus dem Geburtsjahr können die neuen Koordinaten berechnet werden; in Beatrice wächst unterdessen das Gefühl, persönlich ins Visier genommen zu werden, sie weicht dem Kontakt mit dem Vater ihrer Kinder aus und wird erneut an den Vorfall mit Evelyn erinnert.

### N47°28.813 E013°10.983
Doch obwohl Beatrice sich bei Stage 5 so viel erhofft hatte, Sigart immer noch nicht gefunden ist und Liebschers Kopf bei Stage 4 etwas sehr Finales an sich hatte, können sie beim neuen Ort mit aller Mühe nichts entdecken. Da auch mit Hunden gesucht wird, ist beinahe auszuschließen, dass diesmal noch Leichenteile von Liebscher vorzufinden sind.
Mehrere Spuren führen ins Leere, etwa, weil der Owner sich E-Mail-Adressen aus Todesanzeigen zusammenbaut, statt sich mit ihnen zu verraten. Obwohl Dalamassos Mutter strikt dagegen ist, unternimmt Beatrice einen Versuch, die beinahe 30-jährige Melanie zu befragen; das einzige Ergebnis ist jedoch, dass Melanie irgendeinen der bisher in den Fall verwickelten Menschen kennt. Melanies Mutter kündigt an, Beschwerde gegen Beatrice einzureichen, da Dalamasso in ihrem psychischen Heilungsprozess erneut schwer zurückgeworfen wurde.
Nachdem der Owner ihr ein Bild von Sigarts – tatsächlich noch lebendiger – Hand mit einem weiteren abgeschnittenen Finger gesendet und dazu den Text In Ohnmacht unterlassen das Notwendige heißt eine Vollmacht zeichnen der Gefahr (Shakespeare) verschickt hat, erzählt Beatrice explizit von dem Abend, als Evelyn Rieger starb:
Beatrice und Evelyn leben in Wien, gerade im Psychologie-Studium. Beatrice hat ein Auge auf David geworfen, dessen sie sich nicht ganz würdig fühlt. Evelyn hatte ihr schon länger versprochen, er würde die Gefühle erwidern, das wird jedoch erst an diesem Abend manifestiert, als Beatrice und David miteinander schlafen. Währenddessen ist Evelyn auf einer Party, auf die Beatrice eigentlich auch wollte, und kontaktiert sie auch mehrmals. Beatrice will jedoch weder alleine noch mit David zur Party gehen, später entscheidet sie sich ebenfalls dagegen, die betrunkene (und ohnehin führerscheinlose) Evelyn abzuholen und zu ihrer gemeinsamen Wohnung zu fahren. Nach kurzer Diskussion gibt sich Evelyn geschlagen und kündigt an, per Anhalter nach Hause zu fahren.
Am nächsten Morgen muss David früh arbeiten, Beatrice kauft Croissants fürs Frühstück und macht sich auf den Weg zu Evelyns und ihrer Wohnung. Im Erdgeschoss angekommen, beschwert sich die Nachbarin über zu laute und seit Stunden andauernde Musik, und selbst Beatrice findet den Pegel übertrieben. Da Evelyn und sie jedoch einen Musikgeschmack teilen, lässt sie sich von der Musik einlullen und geht mit einem positiven Gefühl in die Wohnung. Sofort schlägt ihr ein abstoßender Geruch entgegen, und die Quelle ist schnell gefunden: Der leblose Körper von Evelyn liegt ausgeweidet auf ihrem Bett. Beatrice stürzt und wird ohnmächtig.
In den nächsten Wochen wirft Beatrice in allen möglichen Konstellationen sich und der Welt vor, warum passiert ist, was passierte (Wenn-Spiel). Sie ruft häufig bei der Polizei an, die jedoch trotz aller Mühe nur einen Zusammenhang zu einem vorherigen Fall herstellen, nicht jedoch den gemeinsamen Täter ausfindig machen kann. In einem letzten Telefonat bittet die leitende Ermittlerin Beatrice, es doch selbst besser zu machen.
Zurück in der Gegenwart, erhitzt sich das Klima in der Polizeiwache auch über die folgenden Tage, allerdings beginnen in Beatrice einige Ideen zu reifen, die sie aber weder den anderen noch dem Leser erklärt.
Einiges stellt sich an einem Abend heraus: Nora Papenberg könnte Geocacherin gewesen sein, bevor sie ihren Mann kennenlernte, da sie dann auch einen neuen Computer gekauft hat. Ihre Caches enden ebenfalls ziemlich genau dort, wo Liebscher seine mehrjährige Pause machte. Stage 5 schließlich ist ein Nacht-Cache, den man nur nachts finden kann, in dem man leuchtenden Markierungen folgt.
Zusammen mit Florin reist sie also nachts erneut zu den Koordinaten und kann tatsächlich etwas finden. Erst finden sie eine Blechdose, die aber ein regulärer Cache ist; neben anderen Dingen ist ein Schlüssel und ein übliches Logbuch darin. In dem Logbuch wird sie fündig: Papenberg, Liebscher und drei weitere Personen (obwohl es sechs Opfer gab) hatten am 12.7. diesen Cache gefunden, ihn aber alle nicht in ihrer Internetpräsenz vermerkt. Irgendetwas muss also zwischen dem Logbucheintrag und der Heimkehr passiert sein, etwas, was alle dazu brachte, zumindest für eine Weile mit dem Cachen aufzuhören.
Knapp dahinter befindet sich dann das Fundament einer Hütte - genau die abgebrannte Hütte, in der Sigarts Familie verstarb: In diesem Wald befinden sie sich gerade. Der Keller diente dem Owner offenbar als Hauptquartier. Mit Verstärkung können die beiden den dehydrierten Sigart bergen, jedoch niemand weiteres.
Im Krankenhaus kann Sigart, der auf dem Weg der Besserung ist, den Ermittlern nicht weiterhelfen, außer dass auch er einen bärtigen Mann mit Glatze beschreibt. Beatrice möchte wissen, wieso seine Tür nicht aufgebrochen war, er den Owner also ins Haus ließ, doch Sigart blockt ab.
Eines Abends verschwindet Sigart aus dem Krankenhaus, und Beatrice fährt in einer Vorahnung zu seiner Wohnung. Dort ist jedoch kein Licht. Stattdessen findet sie Papenbergs Auto, schaut hinein, als der Owner sie entführt.
Sie erwacht im selben Keller, wo auch die anderen Opfer gefoltert, verstümmelt und getötet wurden, und sieht sich Bernd Sigart gegenüber. Der hat sich selbst verstümmelt, den Anschlag mithilfe von Blutentnahmen vorgetäuscht und war die ganze Zeit über der Owner. Gemeinsam steigen sie nach oben und Sigart erzählt, was an dem Tag, an dem seine Familie starb, passierte:
Sigart ist mit seiner Familie im Urlaub, wurde zu einem Fohlen gerufen. Er fährt, lässt den Schlüssel allerdings unbenutzt in der Hütte. Währenddessen kommen sowohl Papenberg und Liebscher als auch Estermann, Dalamasso und Beil gemeinsam an der Blechdose, dem Cache, an. Sie schreiben ins Logbuch und legen eine Pause ein. Einer von Sigarts Söhnen stößt zu der Gruppe; Estermann hat einen Flachmann dabei und überzeugt den Jungen, daraus zu trinken. Die Mutter, Miriam Sigart, bekommt das später mit, läuft ebenfalls zu Estermann und schüttet seine Flasche auf den Waldboden. Der wird sofort wütend und kommt der Frau hinterher. Sie droht, ihn anzuzeigen, daher wütet er durch die Hütte und zerstört Miriams Handy. Weil sie ihn mangels Namen ohnehin nicht anzeigen kann, versuchen die anderen, ihn zu beruhigen, doch Miriam ist selbst impulsiv und stapft fort, um Hilfe zu holen. Statt ihr hinterherzurennen, packt Estermann ein Kind am Arm und droht, dessen Auge einzudrücken. Die gesamte Familie kehrt in die Hütte zurück, Estermann nimmt den Schlüssel und schließt selbst von außen zu. Alle anderen haben zu unterschiedlichen Zeitpunkten nichts mehr mit dem Geschehen zu tun haben wollen, Papenberg ist bereits weggelaufen und möchte Hilfe holen - was, wie man im Nachhinein natürlich wusste, nicht passiert ist.
Stattdessen zündet sich Liebscher eine Zigarette an, Beil fährt dazwischen, um keinen Waldbrand auszulösen, lässt den heißen Stummel jedoch genau in die Pfütze des Alkohols fallen und kann das sofort entstehende Feuer nicht mehr löschen. Niemand schließt die Hütte auf, und keiner der Fünf ruft die Feuerwehr, nicht einmal anonym.
Deshalb versah Sigart in seinen Augen jeden der Fünf mit einer gerechten Strafe, insbesondere Estermann, der erst sein eigenes Auge verlor und dann von innen verbrannte. Er befiehlt Beatrice, in einen Brunnen zu steigen, aus dem sie nicht herausklettern kann und in dem man sie nicht hört. Sigart möchte dabei auf die Probe stellen, ob die Polizei überhaupt eine kompetente Person außer der Protagonistin hat.

### N47°28.275 E013°10.296
Schwer unterkühlt wird Beatrice schließlich aus dem Brunnen gerettet, erfährt, dass Sigart sich im Wald erhängt hat, und beschließt im Krankenhaus, für eine Zeit ihren Kindern und der Familie absoluten Vorrang zu gewähren.

## Entstehung
Nachdem Poznanski zunächst als Journalistin tätig war, begann sie 2003 das Schreiben mit einem Kinderbuch, 2010 erschien ihr erster Jugendthriller - mit Fünf schrieb sie ihr erstes Buch für Erwachsene; die Idee kam ihr parallel zu Saeculum. Der Impuls für diesen Thriller sei dabei das Anfangsmotiv der toten Frau auf einer Kuhweide gewesen; da das zu düster für ein Jugendbuch erschien, meinte ihr Agent: „Schreib eben ein Erwachsenenbuch.“
Mittlerweile gibt sie an, nur noch Jugend- bzw. Erwachsenenthriller zu schreiben, keine Kinderbücher.
Poznanski zählt Geocaching selbst zu ihren Hobbys, was den weitreichenden Einfluss auf die Handlung erklärt.

## Rezeption
- Auf Krimi-Couch.de erhält Fünf 83 von 100 möglichen Punkten basierend auf 80 Bewertungen. Peter Kümmel urteilt, die Konstruktion sei „nicht wirklich glaubhaft“, aber dennoch „logisch und in sich schlüssig aufgebaut“. Zudem sei „die Offenbarung des Täters an sich nicht wirklich überraschend“ und die Idee für den Schluss „bieder und abgefahren“.[5]
- Bei Buchhexe vergibt man vier von fünf Sternen und fasst zusammen: „[...] ein modernes Spiel, dass sich Geo-Caching nennt, garniert mit reichlich Lebens und Trauma-Psychologie, die dann auf überraschende Weise zu des Rätsels Lösung führt.“[6]
- Vermehrt wird außerdem ein Mangel an Tiefe bei den Nebenfiguren und das klischeeartige Übermaß an Belastungen bei der Protagonistin kritisiert sowie Beatrice und Florin fehlende Chemie für eine sich evtl. anbahnende Beziehung attestiert.[7][8][9]